# Dicranostigma erectum
Dicranostigma erectum là một loài thực vật có hoa trong họ Anh túc. Loài này được K.-F.Günther mô tả khoa học đầu tiên năm 1975.

## Hình ảnh

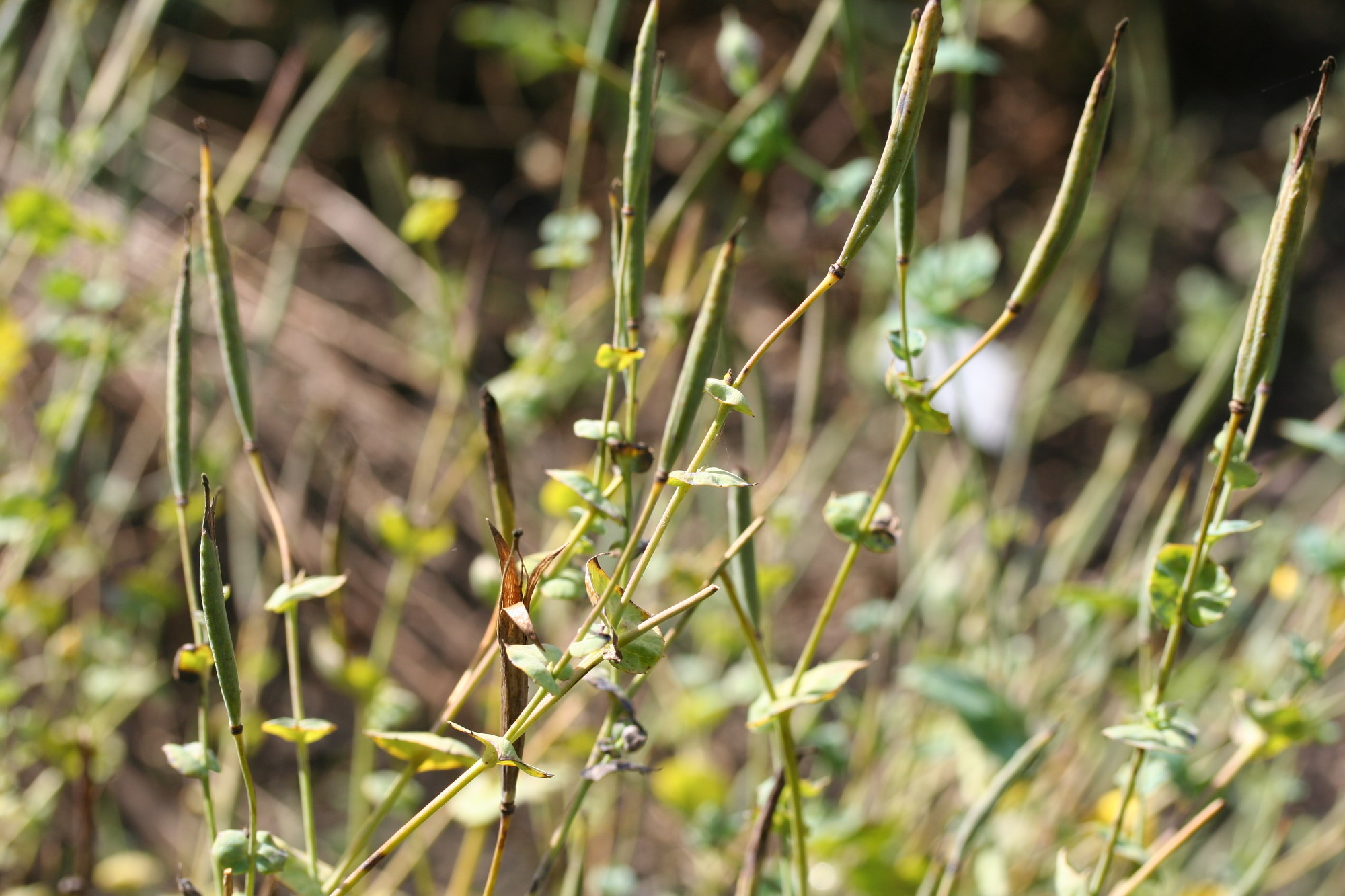
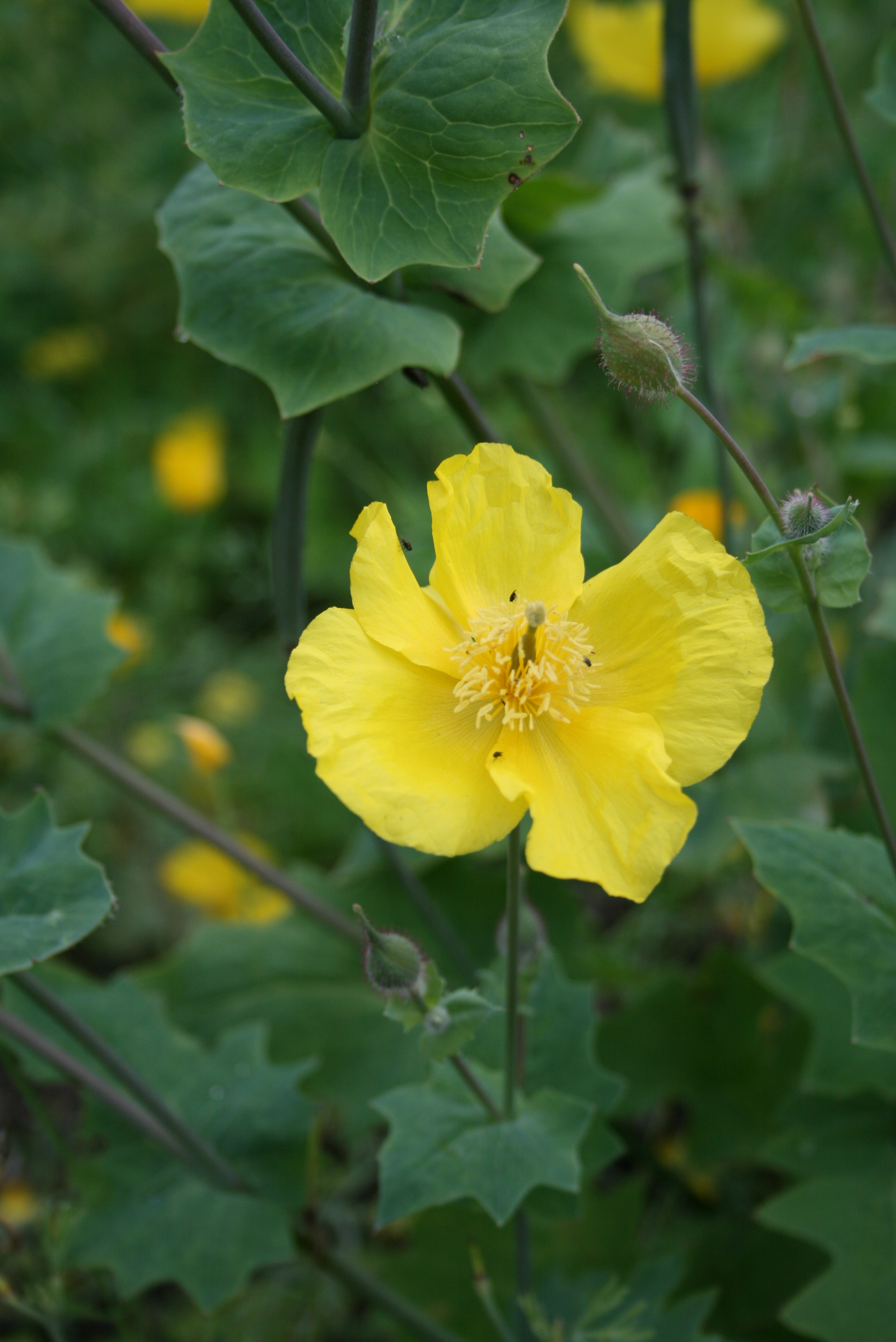
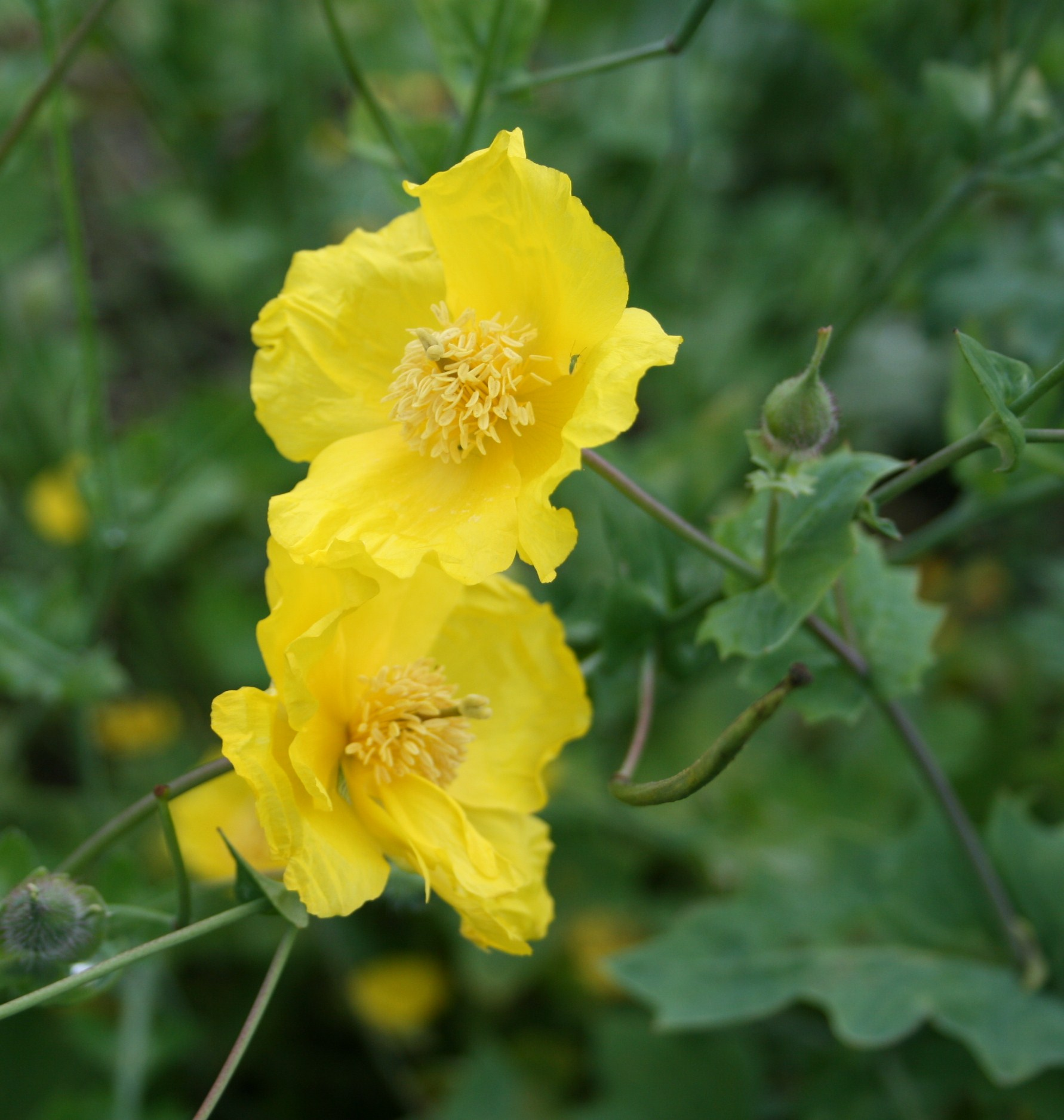